# George V. Solcoiu
George V. Solcoiu (n. 18 martie 1889, Arini, jud. Brașov) a fost un deputat în Marea Adunare Națională de la Alba Iulia, organismul legislativ reprezentativ al „tuturor românilor din Transilvania, Banat și Țara Ungurească”, cel care a adoptat hotărârea privind Unirea Transilvaniei cu România, la 1 decembrie 1918.:p. 143

## Biografie
George V. Solcoiu s-a născut în Arini, fostul jud. Treiscaune, astăzi Brașov. A fost funcționar.:p. 143

## Activitatea politică

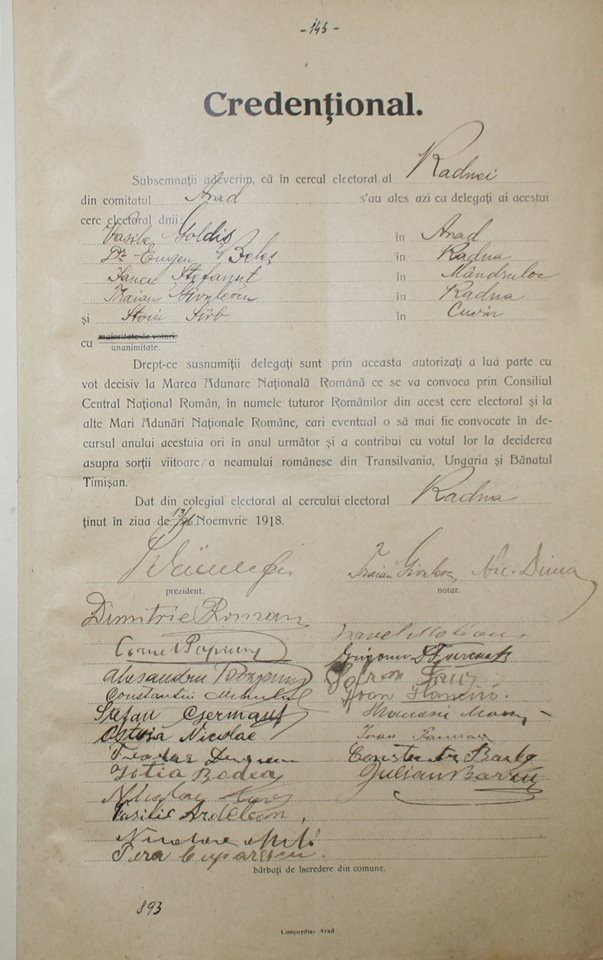
Credențional

A participat la Marea Adunare Națională de la Alba Iulia din 1 decembrie 1918 ca delegat al cercului electoral Aita Mare, fostul jud. Treiscaune, astăzi Brașov.:p. 143